# Gerard Batten
Gerard Batten (n. 27 martie 1954) este un om politic englez, membru al Parlamentului European în perioada 2004-2009 din partea Regatului Unit.
1. ↑  Deputații în Parlamentul European